# Makarios III
Makarios III (em grego:  Μακάριος Γ΄, 13 de agosto de 1913 – 3 de agosto de 1977), nascido Michail Christodoulou Mouskos (em grego:  Μιχαήλ Χριστοδούλου Μούσκος) foi um arcebispo e político de Chipre. Foi o primaz da Igreja Ortodoxa de Chipre e ocupou o cargo de Presidente de Chipre duas vezes, de 1960 a julho de 1974 e de dezembro de 1974 a 1977.

## Infância e juventude
Filho de um pastor de cabras, aos 13 anos em 1926 ingressou como noviço no Mosteiro Ortodoxo de Kikkos. Aos 20 anos foi enviado a Nicósia para o Ginásio Panchipriota onde completou sua educação secundária em 1936. Foi ordenado diácono em 1938 e se estabeleceu durante os cinco anos seguintes em Atenas para cursar os estudos de teologia e direito na Universidade de Atenas, graduando-se em 1942. Em 1946 foi ordenado sacerdote na Igreja Ortodoxa Cipriota.
Foi estudar na Universidade de Boston de onde voltou em 1948 quando foi nomeado bispo de Cítio e tomou o nome de Makarios.

## Enosis e EOKA
Em 18 de setembro de 1950 foi eleito arcebispo e primaz em substituição de Makarios II. Essa posição não só o transformou em cabeça da Igreja Ortodoxa de Chipre mas também em etnarca, líder nacional de facto da comunidade greco-cipriota.
Nessa altura e desde 1878 a ilha de Chipre era colónia do Império Britânico, que a converteu em seu centro de operações no oriente médio.
Durante os anos 1950 tornou-se uma figura popular entre os greco-cipriotas e como muitas figuras públicas desta etnia na época, foi um importante partidário e um dos principais advogados da enosis (união de Chipre à Grécia), mantendo laços próximos com o governo grego. Em agosto de 1954, por solicitação de Makarios, a Grécia passou a defender ante as Nações Unidas a realização de um plebiscito questionando o princípio da autodeterminação para os cipriotas. Tiveram a oposição das autoridades coloniais britânicas.
Em 1955 se formou a organização pró-enosis Ethniki Organosis Kyprion Agoniston (Organização Nacional de Combatentes Cipriotas). EOKA era um típico movimento independentista da época. Makarios claramente compartilhava sua plataforma política e conhecia seu líder, o político e soldado grego George Grivas, mas seu grau de envolvimento não é claro. Mais tarde Makarios negou categoricamente qualquer envolvimento na resistência violenta da EOKA.

## Exílio e Taksim
Ao final de 1955 o governo colonial reforçou as leis anti-sedição para prevenir manifestações, mas Makarios seguiu demandando a autodeterminação de Chipre. Com a tensa situação, o governador britânico John Harding abriu conversas para discutir o futuro da ilha, mas acabaram sem acordos no início de 1956.
Até então Makarios era estreitamente identificado com a insurgência. Ele foi preso no aeroporto de Nicósia acusado de incentivar e manter contactos com os grupos de libertação clandestinos e exilado em 9 de março para a ilha Mahé como um "convidado" do governador e comandante-em-chefe das ilhas Seicheles William Addis.
No final da década a comunidade cipriota turca começou a promover a idria de Taksim (partição) como contrapartida à enosis. A comunidade cipriota turca sentiu que num Chipre grego seriam perseguidos e que a sua segurança na ilha só poderia ser garantida sob soberania britânica ou turca. A disputa se polarizou entre as duas comunidades.
Depois de um ano Makarios foi liberado, mas ainda foi proibido de retornar ao Chipre. Ele foi para Atenas, onde foi calorosamente recebido e de lá ele continuou a trabalhar para o enosis nos próximos dois anos. Sob Constantine Karamanlis a Grécia gradualmente abandonava o objetivo de enosis a favor da independência de Chipre.
As negociações em 1958 terminaram com o Acordo de Zurique como a base para um tratado de independência e Makarios foi convidado para Londres em 1959 para finalizar os detalhes. Makarios se recusou a participar por causa de sua condenação pela enosis, mas acabou por ser convencido pela Grécia e Grã-Bretanha. Em 1 de março, o arcebispo voltou a Chipre tendo uma recepção maciça em Nicósia.
Nas eleições presidenciais de 13 de dezembro Makarios venceu, por dois terços dos votantes, o advogado John Klerides, pai do futuro presidente e aliado de Makarios, Glafkos Klerides.

## Primazia e presidência
Em 16 de agosto de 1960 a bandeira do Império Britânico foi arriada pela última vez em Nicósia e Makarios tomou posse com uma política moderada, cultivando boas relações com a Turquia e a Grécia e distinguindo-se no Movimento de Países Não Alinhados (MPNA).
Em março de 1961, Chipre foi admitido como membro da Commonwealth e Makarios representou a ilha na conferência de primeiros-ministros da comunidade. Foi à Belgrado para a conferência do MPNA, o que enervou os governos em Londres e Washington, DC com a sua política morna para o Ocidente. Isto foi visto nos EUA como demonstrando uma tendência de comunismo e Makarios foi difamado como "Castro do Mediterrâneo" embora depois fosse reabilitado pela imprensa britânica e foi carinhosamente apelidado de "Black Mak" por conta de seu traje clerical.

## Conflito no Chipre
Reeleito mais duas vezes (fevereiro 1968 e 18 de fevereiro de 1973), sobreviveu a quatro tentativas de assassinato e um golpe de Estado em 1974 patrocinado pelos coronéis do regime grego que resultou na invasão turca da ilha.
Uma das tentativas de homicídio foi em 8 março de 1970 a 07h00. Naquela época, ele descolou a bordo de um helicóptero da arquidiocese com destino o Mosteiro de Malrhaeras e foi imediatamente alvejado a partir do telhado do Pancyprian Gymnasium. O piloto ficou gravemente ferido, mas foi capaz de pousar numa clareira próxima. Makarios saiu ileso. Seis cipriotas gregos foram presos, incluindo três agentes da polícia.
Makarios escapou da ilha para Londres em 16 de julho de 1974, através do mosteiro de Kikkos e Pafos, enquanto os golpistas anunciaram a sua morte. Ele voltou para retomar seu posto em 7 de novembro do mesmo ano. Ele sofreu um ataque cardíaco em abril de 1977 e, depois de um segundo ataque, morreu em Nicósia, em 3 de agosto de 1977.
Revelou-se recentemente que, a fim de confirmar a causa da morte, o coração de Makarios foi removido durante a autópsia. O coração foi preservado em seu antigo quarto no Arcebispado.
Ele foi enterrado em um túmulo na montanha de Throni, um local que ele escolheu pessoalmente. O túmulo está perto do Mosteiro de Kykkos, onde ele serviu como noviço na década de 1920 e 1930. Para comemorar a sua vida, uma imponente estátua de bronze de Makarios foi erguida fora palácio do arcebispo, em Nicósia; em 2008, a estátua foi transferida para o mosteiro de Kykkos e substituído por uma estátua de mármore de Makarios em tamanho real.
Em seu funeral, realizado na Catedral de São João fora do Arcebispado em Nicósia, 182 dignitários de 52 países participaram, enquanto um número estimado de 250 mil pessoas - cerca de metade da população cipriota grega da ilha - desfilaram com o caixão.